# Tiziana Beghin
Tiziana Beghin, née le 4 février 1971 à Gênes, est une femme politique italienne membre du Mouvement 5 étoiles.

## Biographie
Tiziana Beghin est diplômée en économie et en commerce. 
Elle est élue député européen le 25 mai 2014  puis réélue en 2019.